# 健康づくりのためのメキシコ声明

世界保健機関

メキシコ合衆国

健康づくりのためのメキシコ声明（けんこうづくりのためのメキシコせいめい、Mexico Ministerial Statement for the Promotion of Health）は、2000年に世界保健機関によって作成された健康づくりについての声明である。2000年6月5-9日にメキシコ合衆国の首都メキシコシティにて開かれた、第5回健康づくり国際会議にて調印された。
本声明には提案から活動へという副題が添えられている。

## 背景
健康づくりを参照して下さい。
健康の社会的決定要因とともに健康格差の存在が明らかとなってきたことを受け、第5回健康づくり国際会議は健康づくりあるいは格差の架け橋をテーマとして開催された。

## 声明内容
声明では公平（equity）という表現が繰り返して強調されている。
1. 生活を楽しむためには、そして社会的経済的発展と公平さのためには、高水準の健康が必要であることを、認める
2. 健康づくりと社会の発展は、社会の全ての部門を共有している、政府の義務と責任であることを、認める
3. 近年、協働する政府と社会との持続的努力を通じて、多くの国家において、優れた健康の改善と医療提供の進歩が生じていることを、認める
4. 医療提供の進歩にもかかわらず、社会的経済的発展を妨げる多くの疾病が残存しており、健康と住み良い暮らしのために、いっそうの公平に取り組まなければいけないことを、認める
5. それと同時に、新たなるそして再興する疾病は、健康づくりへの脅威であることを、認める
6. 健康の社会的経済的環境的決定要因を管理すること、そして全ての部門、全ての水準の社会における健康づくりのための協働の機序を強化することが重要であると、認める
7. 全ての人々の公平で良好な健康の追求のため、健康づくりは全ての国家における公共政策と計画の基本的構成に組み込まれなければいけないと、認める
8. 良好な健康づくり戦略は効果的であるという充分な検証がなされていることを、認める

## 署名した国家
国際連合常任理事国5カ国を含む、世界80カ国あまりの署名した本声明であるが、日本は署名していない。

## 調印された言語
本声明は、アラビア語、中国語、英語、フランス語、ポルトガル語、ロシア語、スペイン語で調印され、その全てが等しく正しいものとされている。